# Тектонофізика
Тектонофі́зика — розділ геофізики, що вивчає фізичні основи деформації гірських порід у літосфері і динамічні геофізичні процеси. Цей розділ охоплює вивчення як окремих мінералів, так і тектонічних плит і процесів (сил та напружень), що відбуваються в мантії Землі, геодинамічних обстановку і структурні парагенезиси.
Розділ тектоніки, який вивчає фізичні умови виникнення й поширення деформацій у шарах гірських порід. Основний зміст тектонофізики — встановлення загальних закономірностей розподілу напружень і різних механізмів їх утворення в земній корі. Розділ охоплює вивчення як окремих мінералів і порід, так і тектонічних плит і процесів (сил та напружень) в земній корі і верхній мантії. Методи тектонофізики базуються на встановленні сучасних та відновленні давніх полів напружень, що існували в тектонічних структурах, і моделюванні полів напружень та деформацій  різними методами. Результати тектонофізичних досліджень використовуються при вивченні глибинних процесів,  для прогнозу землетрусів, при пошуках, розвідки та розробки родовищ корисних копалин. 
У зарубіжній літературі «тектонофізика» розуміється ширше — як фізика всіх процесів, які відбуваються в Землі.